# Любовиков, Овидий Михайлович
Овидий Михайлович Любовиков (26 октября 1924 — 8 марта 1995) — русский советский поэт, поэт-фронтовик, писатель и журналист. Участник Великой Отечественной войны. Старший лейтенант. Член Союза писателей СССР, председатель областной организации Союза писателей (1966—1988). Заслуженный работник культуры РСФСР. Кавалер ордена Дружбы народов. Награждён боевыми орденами и медалями.
Сын революционного и партийного деятеля Михаила Константиновича Любовикова.

## Биография
Родился 26 октября 1924 в селе Усть-Чепца (ныне — город Кирово-Чепецк) Вятской губернии, в семье революционера Михаила Любовикова. В 1927 году семья Любовиковых переехала в Вятку.
Начал публиковаться в 1940 году.
Уйти на фронт Великой Отечественной войны в 1941 году, ещё до исполнения 17 лет, было принято Овидием Любовиковым единолично. 27 июля 1941 года он опубликовал в газете «Комсомольское племя» стихотворение «Капитан Гастелло», а в сентябре в «Кировской правде» — стихотворение «От Ленинграда руки прочь!». Стихотворение «В строй!» в ноябре 1941 года прогремело по центральному радио на всю страну из уст легендарного диктора Юрия Левитана.
В феврале 1942 года Овидий Любовиков добровольцем ушёл на фронт в составе лыжного батальона,
воевал в составе 3-й отдельной лыжной бригады под Москвой. Вятские лыжные батальоны выкосило в 41-м почти вчистую. Парни погибали в первом бою. Овидию повезло. Его отправили в артиллерийское училище — краткосрочная учёба в артиллерийском училище в городе Ижевске. После окончания училища — техник-лейтенант.
День Победы Овидий Любовиков встретил под Салдусом, в Прибалтике; до 1947 года служил в Латвии. Домой вернулся в звании старшего лейтенанта.
Боевые награды — Орден Отечественной войны второй степени, орден Красной звезды, медали «За боевые заслуги», «За победу над Германией».
После войны Овидий Михайлович окончил отделение журналистики в Центральной комсомольской школе при ЦК ВЛКСМ (1949—1951). Член КПСС с 1950 года. Работал журналистом в газетах «Комсомольское племя» и «Кировская правда».
В 1951 году вышел его первый сборник стихов о войне «За мир!», в 1953-м — «Присягаю миру».
В 1952—56 годах работал в «Комсомольской правде», сначала по Кировской, а затем по Новосибирской и Томской областям.
В 1962 году поэт был принят в Союз писателей СССР, а с 1965 года стал исполнять должность ответственного секретаря Кировской писательской организации, которую он возглавлял на протяжении двадцати лет (1966—1988).
После вооруженного конфликта на острове Даманском, произошедшим в марте 1969 года, Овидий Любовиков вместе с художником Петром Вершигоровым и драматургом Исааком Шуром отправились в Забайкалье на заставу имени Виталия Козлова, где служили ребята из Кировской области, поддержать земляков.
26 октября 1984 года поэту вручён орден Дружбы народов. В Кировском литературном музее была развёрнута выставка «Всегда в строю», посвящённая 60-летию О. М. Любовикова.
Его книга стихов «Встречный пал» номинировалась на соискание Государственной премии России 1986 года.
12 октября 1989 года поэт был удостоен звания «Заслуженный работник культуры Российской Федерации».
Овидий Михайлович окончил заочно Высшую партийную школу при ЦК КПСС. Избирался депутатом городского Совета, кандидатом в члены Кировского обкома КПСС.
Ушёл из жизни 8 марта 1995 года. Похоронен на Новомакарьевском кладбище в городе Кирове.

## Произведения
Публиковался в журнале «Смена», «Юность», «Молодая гвардия», «Москва», «Волга», «Наш современник», «Спутник агитатора»; в газете «Правда», «Литературная газета», «Литературная Россия» и др.; в сборниках и альманахах «Кировская новь», «За правое дело», «Дорога Победы», «Вятка», «Фронтовые строки» (Горький), «Песни над Вяткой», «Новые лирические песни» (Москва: Воениздат), «Встречи» (Киров, Горький), «Вахта мужества», «Встреча друзей» (Пермь) и др. При жизни было издано 17 сборников стихов Овидия Любовикова, куда вошли такие стихи как «Мост через Оку в городе Горьком», «Улыбка в 42-м», «Военрук», «У озера Ильмень», «Дорога на Взвад», «Комбаты», «Юность» и др. Николай Старшинов, рассуждая о стихах Любовикова, отмечал
поэт не зациклился на военных стихах, как это случилось с некоторыми поэтами-фронтовиками. Как продолжение их, возникли у него стихи о родине, о русском народе, стихи, написанные живым, разговорным языком, в которых удачно сочетаются серьёзность и юмор, лукавинка и печаль. А за всем этим возникает характер русского человека, его жизнестойкость в самые ответственные сложные времена.

## Награды
- Медаль «За боевые заслуги» (3.09.1943)[1]
- Орден Красной Звезды (5.6.1945)[7]
- Орден Отечественной войны II степени (6.4.1985)[8]
- 10 медалей
- Орден «Знак Почёта» (1962)
- Почётная грамота Президиума Верховного Совета РСФСР (1974)
- Орден Дружбы народов (1983)
- Заслуженный работник культуры РСФСР (1989)

## Премии
- 1984 — Премия журнала «Смена» за цикл стихов (1984, № 20)
- 1985 — Премия журнала «Волга» за цикл стихов (1985, № 5)

## Цитата
Среди поэтов фронтового поколения критики редко называли его имя, возможно потому, что его голос по-настоящему зазвучал с некоторым запозданием, как, впрочем, это случилось и с В. Кочетковым, с А. Балиным и с некоторыми другими поэтами-фронтовиками… И всё-таки не упоминали его напрасно: у него есть очень сильные стихи о войне, о солдатах, они — на уровне самых заметных образцов фронтовой поэзии…
— Николай Старшинов

Он был скромным, неговорливым человеком. Незнакомым и незнающим казался замкнутым, но был открыт и ясен тем, кому доверял…
Не пытаясь вдаваться в анализ его стихов, я просто вижу, что тема войны перешла у него в тему совести – вековечный поиск литературы. Стихи о чести, достоинстве, подлинности Овидия Михайловича — это его личная честь, достоинство, подлинность. Его личностные качества и ни в коем случае не словесная декларация. Он вообще был далёк от всякого рода словесной шелухи, и прежде всего в своих стихах.
— Альберт Лиханов

## Память
```
Жил поэт Любовиков
С древним именем Овидий.
В мирной жизни был таков -
Даже мухи не обидит.
Но когда железный вал
Покатился по России,
Он винтовку в руки взял
(Хоть его и не просили.
Говорили: шибко мал...)
```

- В мае 1995 года на доме, где жил Овидий Любовиков (ул. Московская, 12), была установлена мемориальная доска.
- В апреле 1996 году областной писательской и журналистской организациями, Администрацией Кировской области, фондом защиты мира учреждена премия имени О.М. Любовикова. Согласно положению, премия «…присуждается за талантливую книгу стихов или прозы, интересный высокохудожественный и правдивый газетный очерк, телевизионный фильм, за создание литературной композиции и её исполнение. Произведения посвящаются героизму и мужеству наших людей в дни Великой Отечественной войны, современникам, проявившим высокие моральные качества: стойкость, мужество, храбрость и благородство»[11].
- В мае 1997 года на могиле поэта установлено надгробие (скульпторы В. Бондарев и К. Коциенко).
- В 1999 году на ГТРК «Вятка» вышел документальный фильм «Но страшно, чёрт возьми, не быть поэтом!», посвящённый жизни и творчеству поэта-фронтовика, журналиста и писателя.
- В ноябре 2009 года в доме-музее М. Е. Салтыкова-Щедрина прошла выставка «Память сердца», посвящённая Любовикову, в областной научной библиотеке имени А. И. Герцена и кирово-чепецкой библиотеке имени Н. А. Островского прошли литературные вечера, данные мероприятия были приурочены к 85-й годовщине дня рождения поэта.
- 24 октября 2014 года в зале Кировского областного театра кукол имени А.Н. Афанасьева прошёл вечер, посвящённый 90-летию со дня рождения поэта-фронтовика Овидия Михайловича Любовикова. Торжественный вечер был организован при участии Правительства Кировской области, департамента культуры Кировской области и Кировской областной научной библиотеки им. А.И. Герцена.
- 25 сентября 2014 года в библиотеке имени О.М. Любовикова состоялся вечер «Овидий вятской поэзии», посвященный 90-летию со дня рождения поэта-фронтовика Овидия Михайловича Любовикова. Прошла презентация сборника «Овидий вятской поэзии»[12].
- 24 октября 2019 года в библиотеке имени О.М. Любовикова состоялся вечер «Листая страницы твои в юбилей», посвященный 95-летию со дня рождения поэта-фронтовика Овидия Любовикова. О поэте вспоминали его коллеги, друзья и читатели: Владимир Ситников, Тамара Николаева, Надежда Перминова, Николай Пересторонин и многие другие. На вечере были представлены книжные закладки о новых книгах писателей, лауреатов премии имени О.М. Любовикова[13].
- 7 декабря 2019 года в читальном зале библиотеки имени Н.Островского Кирово-Чепецка прошли 7 городские Любовиковские чтения, посвящённые 95-летию со дня рождения поэта-фронтовика Овидия Михайловича Любовикова[14].

### Прижизненные издания
- Любовиков О. М. За мир!: Стихи. — Киров: Кировское обл. государственное изд-во, 1951. — 47 с.
- Любовиков О. М. Присягаю миру: Стихи. — Киров: Книжное изд-во, 1953. — 80 с.
- Любовиков О. М. Спор: Стихи. — Киров: Книжное изд-во, 1958. — 63 с.
- Любовиков О. М. Счастье первых свиданий: Стихи. — Киров: Книжное изд-во, 1961. — 88 с.
- Любовиков О. М. Диагонали любви: Стихи. — Киров: Книжное изд-во, 1963. — 85 с.
- Любовиков О. М. В глаза смотрю: Стихи. — Киров: Волго-Вятское книжное издательство. [Кировское отд-ние], 1964. — 63 с.
- Любовиков О. М. Близость: Стихи. — Киров: Волго-Вятское книжное изд-во. [Кировское отд-ние], 1967. — 68 с.: портр.
- Любовиков О. М. Звёздный час: Стихи. [Ил.: А. М. Колчанов и А. Д. Алямовский]. — Киров: Волго-Вят. книжное изд-во. Киров. отд-ние, 1970. — 56 с.; 10 000 экз.
- Любовиков О. М. Взгляд: Стихи. [Ил.: В. И. Иванов]. — М.: Советская Россия, 1971. — 80 с.: ил.
- Любовиков О. М. Тревожной памяти дозор: Стихи. [Ил.: Т. Быкова]. — Горький: Волго-Вят. книжное изд-во, 1974. — 175 с.: ил.; 35 000 экз.
- Любовиков О. М. Люблю и помню: Стихи. [Худож. Т. Банникова]. — М.: Молодая гвардия, 1976. — 96 с.: ил.
- Любовиков О. М. Отзыв: Стихи. [Худож. О. Коняшин]. — Киров: Волго-Вят. книжное изд-во. [Киров. отд-ние], 1977. — 64 с.; 20 000 экз.
- Любовиков О. М. Меты: Стихи. — М.: Современник, 1978. — 64 с. (Новинки "Современника")
- Любовиков О. М. Встречный пал: Стихи. [Худож. В.И. Харламов] — М.: Советская Россия, 1984. — 96 с.; 20 000 экз. [Номинировалась на соискание Государственной премии России 1986 года]
- Любовиков О. М. Горнило: Стихи. [вступ. статья С. Баруздина; худож. Б. Н. Разин]. — Горький: Волго-Вятское кн. изд-во, 1984. — 223 с.: ил.; портр. 10 000 экз.
- Любовиков О. М. Взрывчатый берег: Стихи. [Худож. О. А. Колчанова]. — Киров: Волго-Вят. книжное изд-во [Киров. отд-ние], 1990. — 144 с.: ил.; 5000 экз. (В пер.) ISBN 5-7420-0121-5
- Любовиков О. М. Остриё: Стихи. [Вступ. ст. Н. Старшинова; Худож. М. Аюпова. Фото О. Счастливцевой]. — Киров: Писательская организация, 1994. — 224 с.: портр.; 3000 экз.

### Издания
- Любовиков О. М. На одном конце — червяк… / сост. и авт. предисл. В. В. Смирнов. [Худож. А. Селезнев.] — Киров, 1999. — 128 с.: ил.; 2000 экз.
- Любовиков О. М. Родному дому поклонись : [кн. поэзии] / предисл. Н. В. Пересторонина. — Киров, 1999. — 239 с. : ил. — ISBN 5-88186-258-9 (Антология вятской литературы)
- Любовиков О. М. Коварный лёд отчуждения : [очерки и ст.] / сост.и авт. предисл. В. В. Смирнов. — Киров, 2004. — 63 с. — (Народная библиотека)
- Любовиков О. М. Избранное. [сост. Смирнов В. В.]. — Киров: Дом печати — Вятка, 2005. — 608 с.: ил., портр.; (В пер.) — ISBN 5-85271-193-4
- Любовиков О. М. «Но снится, чёрт дери, всё тот же бой!»: 60-летию Победы посвящается : [стихи] / сост. В. В. Смирнов . — Киров, 2005. — 63 с. — (Народная библиотека).
- Любовиков О. М. Листая летопись любви: Стихи, публицистика, проза. — Киров: О-Краткое, 2009. — 400 с. — ISBN 978-5-91402-049-8 (Антология вятской литературы; Т. 10)
- Любовиков О. М. Бежали рядом две лыжни. [Предислов. А.А. Лиханов; Состав. В.В. Смирнов.]— Киров: Кировская обл. типография, 2014. — 240 с.: портр.; 1000 экз. — ISBN 978-5-498-00268-2

### Коллективные сборники, антологии, автобиографические материалы
- Кировская новь: Альманах. Книга третья. — Киров: Кировское обл. гос. издательство, 1949.; 3 000 экз. // О. Любовиков: На линии огня; Наш Маяковский; Старшина; Агитатор [Стихи] С. 79-84.
- Наступление продолжается: Стихи. — Овидий Любовиков, Николай Поваренкин, Борис Косарев [и др.]; Ил.: В. Смердов. — Киров: Кировское обл. государственное изд-во, 1949 (обл. типолитогр.). — 128 с.: ил.
- Кировская новь: Альманах. Книга четвёртая. — Киров: Кировское обл. гос. издательство, 1950; 5 000 экз. // О. Любовиков: Его голос; Чужое имя; И будет так…; Солдатский разговор; Вместо письма; Наше право [Стихи] С. 87-94.
- Кировская новь: Альманах. Книга пятая. — Киров: Кировское обл. гос. издательство, 1951.; 5 000 экз. // О. Любовиков: Встреча друзей [Стихи] С. 86.
- Кировская новь: Альманах. Книга шестая. — Киров: Кировское обл. гос. издательство, 1952; 5 000 экз. // О. Любовиков: Слово вождя; Цифры говорят; Картина; Война — войне [Стихи] С. 3-6.
- Кировская новь: Альманах. Книга седьмая. — Киров: Кировское обл. гос. издательство, 1953 [Подписана к печати 20.XII-1952 г.]; 5 000 экз. // О. Любовиков: Хороший возраст [Стихи] С. 22-23.
- Солнечный месяц: Повести и рассказы киров. писателей : [Сборник] / [Сост. О. М. Любовиков]. — Горький: Волго-Вят. кн. изд-во, 1975. — 124 с.
- Литературный Киров. — Киров, 1982. // Овидий Михайлович Любовиков: (автобиогр., библиогр.) С. 47-52.
- Овидий Михайлович Любовиков / сост. В. В. Пластинин, В. В. Заболотский. — Киров, 1984. — 1 л. : (слож. в 7 с.)
- Энциклопедия Земли Вятской. — Т. 2 : Литература. — Киров, 1995. — [Овидий Михайлович Любовиков] С. 373—376.
- Овидий Михайлович Любовиков (1924-1995): Биобиблиогр. указ. / Департамент культуры и искусства администрации Киров. обл. Киров. гос. обл. науч. б-ка им. А. И. Герцена [и др.]; [Сост.: Н.П. Гурьянова, Р.С. Шиляева]. — Киров, 1999. — 124 с.
- Овидий вятской поэзии. [составитель Смирнов В. В.] — Киров: Кировская обл. типография, 2014. — 282 с.: ил., портр. — 1000 экз. ISBN 978-5-498-00239-2
- Поздеев, Вячеслав Алексеевич Литературное краеведение: учебное пособие для студентов направлений. «Филология», профиль подготовки «Отечественная филология (русский язык и литература)», «Педагогическое образование», профиль подготовки «Русский язык, литература» [Поэзия Овидия Михайловича Любовикова] / В. А. Поздеев, В. В. Двоеглазов ; Министерство образования и науки Российской Федерации, Федеральное государственное бюджетное образовательное учреждение высшего образования «Вятский государственный университет», Институт гуманитарных и социальных наук, Факультет филологии и медиакоммуникаций, Кафедра русской и зарубежной литературы и методики обучения. — Киров: ВятГУ, 2018. — 147 с. ISBN 978-5-98228-167-8
- О, древний город, давший мне приют: Сборник стихов вятских поэтов к 650-летнему юбилею города Кирова. — Киров: Кировская обл. типогр., 2024. — 176 с.; Овидий Любовиков: [Стихи] С. 3-5. — — ISBN 978-5-498-01070-0

## Факты
- На фронт Овидий Любовиков ушёл добровольцем в 16 лет, из десятого класса. Его заявлением в военкомат стали поэтические строки из стихотворения «В строй!» Это стихотворение в 16 строк было напечатано летом 1941 года в газете «Кировская правда», а в ноябре оно прогремело на всю страну из уст легендарного диктора Юрия Левитана[15][16]:

Меня не сломит ни стужа,

Ни бешеный шквал огня.

Родина, дай мне оружие,

В строй призови меня!

Клянусь комсомольской кровью –

Не дрогнет моя рука.

Если придется – закрою

Телом путь для врага.

Клянусь быть достойным славы.

А если погибну в бою –

Сотню жизней кровавых

Возьму у врага за свою.

Товарищ, друг неизвестный,

Винтовку мою подберёт.

Подхватит затихшую песню

И с песней пойдёт вперёд.

Порукой – вся сила дружбы

Военного грозного дня.

Родина, дай мне оружие,

В строй позови меня.

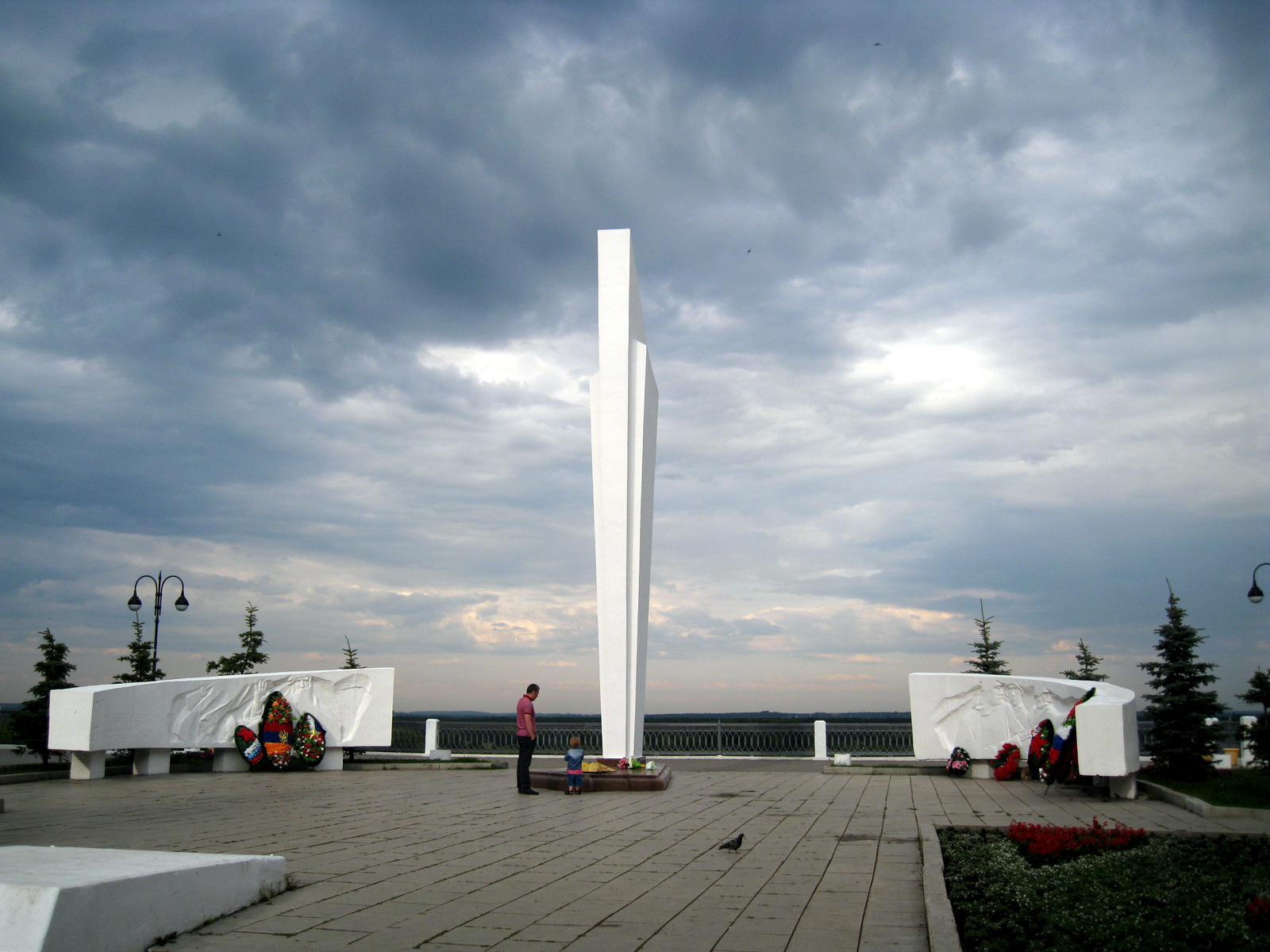
Памятник-мемориал кировчанам, погибшим в годы Великой Отечественной войны

- На памятнике-мемориале у Вечного огня на набережной Грина в Кирове высечены стихи поэта[17]:

Да будет светлой наша память,

Как материнская слеза!

Забывчивым напомни, камень,

О том, что забывать нельзя.